# Dr.Web
Dr.Web – rosyjskie oprogramowanie zabezpieczające.
Programy tej rodziny zapewniają ochronę przed robakami, rootkitami, wirusami, trojanami, oprogramowaniem szpiegującym, rejestratorami klawiszy, dialerami, aplikacjami reklamowymi i innymi szkodliwymi obiektami, w tym przed oszustwami, pharmingiem, phishingiem i spamem technicznym.

## Charakterystyczne cechy
- Ważną cechą antywirusa Dr. Web jest możliwość zainstalowania na zainfekowanym komputerze. Podczas instalacji odbywa się skanowanie pamięci i plików startowych, przed skanowaniem odbywa się aktualizacja bazy wirusów. Przy tym wersje aktualizacje baz wirusów pojawiają się co kilka godzin lub częściej.
- Origins Tracing – algorytm bezsygnaturowego wykrywania szkodliwych obiektów, który uzupełnia tradycyjne wyszukiwanie sygnatur i analizator heurystyczny, umożliwia znacznie zwiększyć poziom wykrywania nieznanego wcześniej złośliwego oprogramowania.
- Dr. Web Shield – mechanizm zwalczania rootkitów, realizowany jako sterownik komponentu składnika skanera antywirusowego, dostarcza dostęp do obiektów wirusowych, które ukrywają się w głębi systemu operacyjnego.
- obsługa większości istniejących formatów spakowanych plików i archiwów, w tym, wielotomowych samorozpakowujących się archiwów. W tym czasie są wsparcie dla około 4000 różnych typów archiwów i pakerów.
- aktualizacje baz danych są publikowane natychmiast po wykryciu nowych wirusów, do kilku razy na godzinę. Twórcy programu antywirusowego zrezygnowali z aktualizacji baz wirusów zgodnie z harmonogramem, ponieważ wirusowe epidemii mu nie podlegają.
- kompaktowa baza wirusów i mały rozmiar aktualizacji. Jeden wpis w bazie wirusów pozwala określić dziesiątki, a czasem i tysiące podobnych wirusów.
- mały rozmiar dystrybucji.
- crosplatformowa – używany jest jedyna baza wirusów i jedyne jądro skanera antywirusowego.
- możliwość pełnej pracy skanera bez instalacji, co pozwala korzystanie z oprogramowania antywirusowego do leczenia zainfekowanych systemów przy użyciu mediów w trybie tylko do odczytu.
- wykrywanie i eliminowanie trudnych polimorficznych, zaszyfrowanych wirusów i rootkitów